# Ronel
Ronel (okzitanisch: Ronèl) ist eine Commune déléguée in der französischen Gemeinde Terre-de-Bancalié mit 367 Einwohnern (Stand: 1. Januar 2022) im Département Tarn in der Region Okzitanien. 
Die Gemeinde Ronel wurde am 1. Januar 2019 mit Saint-Lieux-Lafenasse, Saint-Antonin-de-Lacalm, Roumégoux, Terre-Clapier und Le Travet zur Commune nouvelle Terre-de-Bancalié zusammengeschlossen. Sie hat seither den Status einer Commune déléguée. Die Gemeinde Ronel gehörte zum Arrondissement Albi und war Teil des Kantons Le Haut Dadou.

## Geographie
Ronel liegt etwa 16 Kilometer südsüdöstlich von Albi. Umgeben wurde die Gemeinde Ronel von den Nachbargemeinden Dénat im Norden, Fauch im Nordosten Roumégoux im Osten, Saint-Lieux-Lafenasse im Südosten, Réalmont im Süden sowie Lombers im Westen und Südwesten.

## Bevölkerungsentwicklung
| Jahr                      | 1962 | 1968 | 1975 | 1982 | 1990 | 1999 | 2006 | 2013 |
| Einwohner                 | 202  | 200  | 178  | 205  | 195  | 198  | 187  | 312  |
| Quelle: Cassini und INSEE |      |      |      |      |      |      |      |      |

## Sehenswürdigkeiten

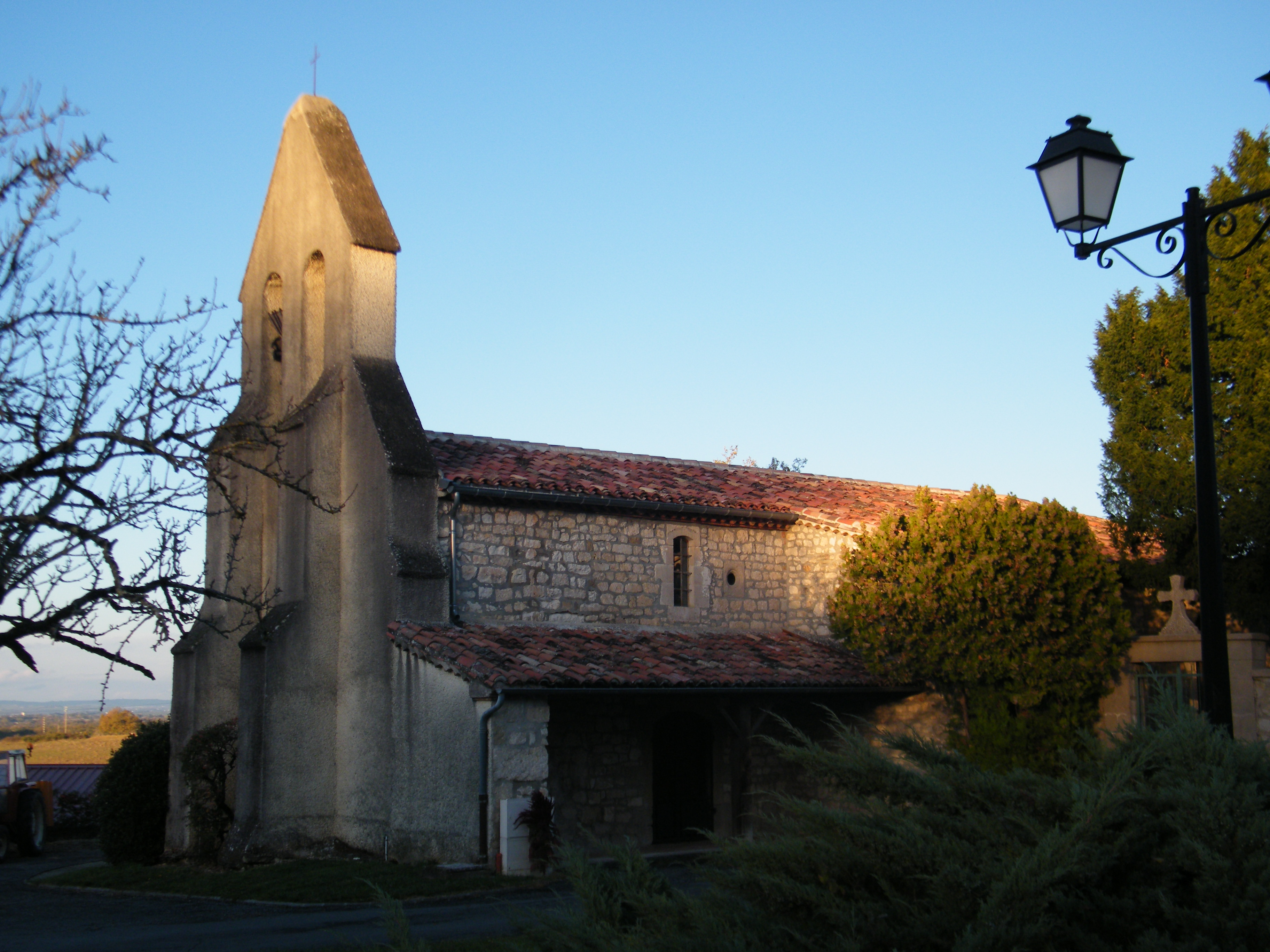
Kirche Saint-Martial

- Kirche Saint-Martial